# 誤導議會
誤導議會是指一國的首相、總理以及部長在明知消息是虚假的情況下依然向议会提供不實信息，这是西敏制议会中的一项非常嚴厲的指控。 如果部長被認定為的確是在误导议会，通常他們會被解除職務或主動選擇辭職。